# Liste des maisons de l'ancienne chevalerie de Lorraine

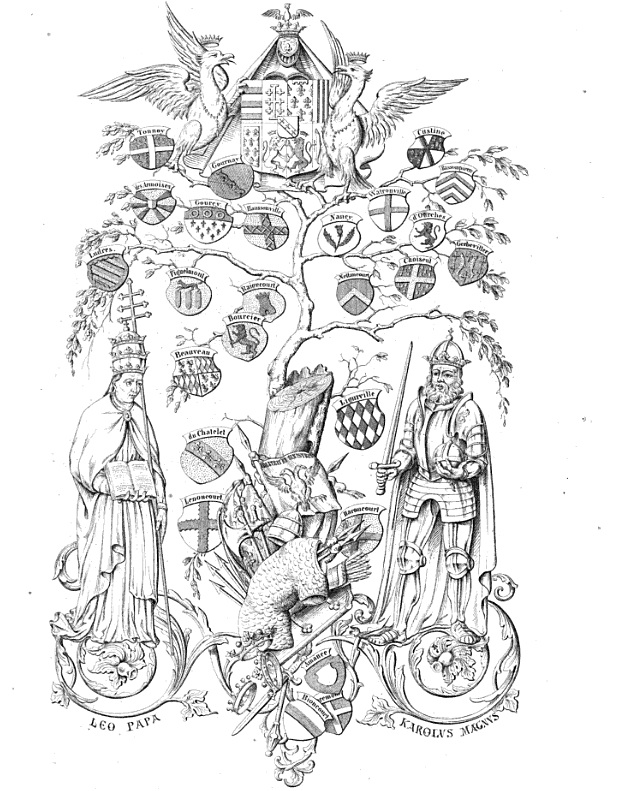
Ancienne chevalerie lorraine.

Liste non exhaustive des maisons de l'ancienne chevalerie de Lorraine d'après M. Bermann (cf. Source).

## A
| Nom       | Origine            |
| --------- | ------------------ |
| Aboncourt | Lorraine           |
| Aigremont | Champagne          |
| Ainville  | Lorraine           |
| Alamont   | Luxembourg         |
| Amance    | Lorraine           |
| Anglure   | Champagne          |
| Ageviller | Lorraine           |
| Aspremont | Champagne          |
| Aviller   | Évêché de Verdun   |
| Autel     | Luxembourg         |
| Autremont | Évêché de Metz     |
| Autrey    | Évêché de Metz     |
| Auzebourg | Lorraine allemande |
| Ayne      | Barrois            |

## B
| Nom               | Origine            |
| ----------------- | ------------------ |
| Bainville         | Lorraine           |
| Baissey           | Lorraine           |
| Barat             | Évêché de Toul     |
| Barbas            | Lorraine           |
| Barezey           | Lorraine           |
| Barizi            | Lorraine           |
| Bassompierre      | Allemagne          |
| Baudoche          | Metz               |
| Baudricourt       | Lorraine           |
| Bayer-Boppart     | Trèves             |
| Bayon             | Lorraine           |
| Bazemont          | Lorraine           |
| Beaufremont       | Lorraine           |
| Beauvau           | Anjou              |
| Belinp            | Bar                |
| Belmont           | Lorraine           |
| Bémont            | Franche-Comté      |
| Bezancy           | Luxembourg         |
| Bildstein         | Lorraine           |
| Billy             | Evêché de Verdun   |
| Bioncourt         | Evêché de Metz     |
| Bohan             | Lorraine Allemande |
| Boulan            | Evêché de Verdun   |
| Bourlemont        | Lorraine           |
| Bourmont          | Champagne          |
| Boutillier        | France             |
| Bouxieres         | Lorraine           |
| Bouzey            | Evêché de Verdun   |
| Brantcheit        | Allemagne          |
| Bricy             | Evêché de Verdun   |
| Bromback          | Allemagne          |
| Brixey ou Bressey | Evêché de Toul     |
| Buffegnécourt     | Lorraine           |
| Bulgnéville       | Lorraine           |
| Bygnicourt        | Lorraine           |

## C
| Nom             | Origine          |
| --------------- | ---------------- |
| Camasier        | France           |
| Carelle         | Champagne        |
| Ceilly          | Bourgogne        |
| Chahanay        | France           |
| Chambley        | France           |
| Channexey       | Champagne        |
| Chatenoy        | Lorraine         |
| Chaufour        | Barrois          |
| Chauvirey       | Franche-Comté    |
| Chiny           | Comté de Chiny   |
| Choiseul        | Champagne        |
| Cirey           | Lorraine         |
| Clémont         | Champagne        |
| Clermont        | Barrois          |
| Coing           | Evêché de Metz   |
| Commercy        | Barrois          |
| Conflans        | Evêché de Verdun |
| Craincourt      | Evêché de Metz   |
| Crantz          | Allemagne        |
| Créange         | Allemagne        |
| Créve ou Creuve | Evêché de Verdun |
| Croüy ou Croy   | Flandre          |
| Cussigny        | Barrois          |
| Custine         | Évêché de Liege  |

## D
| Nom                    | Origine          |
| ---------------------- | ---------------- |
| Daguerre               | Lorraine         |
| Damas                  | Bourgogne        |
| Dammeleviére           | Lorraine         |
| Darnieulles            | Lorraine         |
| Défours                | Lorraine         |
| Desarmoises            | Flandre          |
| Desboûes               | Champagne        |
| Deth                   | Luxembourg       |
| Desche                 | Luxembourg       |
| Desporcelets           | Provence         |
| Desalles               | Béarn            |
| Desvieux               | Barrois          |
| Deuilly                | Lorraine         |
| Deullange              | Evêché de Metz   |
| Dinteville             | Champagne        |
| Domballe               | Lorraine         |
| Dommartin              | Lorraine         |
| Duhan de Martigny      | Vermandois       |
| Doncourt               | Lorraine         |
| Dongeu                 | Champagne        |
| Dubuchet               | Lorraine         |
| Du Châtelet            | Lorraine         |
| Du Fay                 | Evêché de Verdun |
| Du Hautoy ou de Hautoi | Luxembourg       |
| Dung                   | Barrois          |
| Duval                  | Champagne        |
| Dyetz                  | Allemagne        |

## E
| Nom    | Origine       |
| ------ | ------------- |
| Epinal | Franche-Comté |
| Essey  | Lorraine      |

## F
| Nom          | Origine            |
| ------------ | ------------------ |
| Failly       | Evêché de Verdun   |
| Faltan       | Franche-Comté      |
| Félin        | Barrois            |
| Feltzberg    | Lorraine Allemande |
| Fénétrange   | Lorraine Allemande |
| Fiquémont    | Lorraine           |
| Fléville     | Lorraine           |
| Florainville | Luxembourg         |
| Forcelle     | Lorraine.          |

## G
| Nom           | Origine            |
| ------------- | ------------------ |
| GALLIAN       | Italie             |
| Gellenoncourt | Lorraine           |
| Gerbéviller   | Lorraine           |
| Germiny       | Lorraine           |
| Gironcourt    | Lorraine           |
| Gourcy        | Luxembourg         |
| Gournay       | Metz               |
| Grancy        | Bourgogne          |
| Guermange     | Lorraine Allemande |
|               |                    |

## H
| Nom          | Origine          |
| ------------ | ---------------- |
| Halstat      | Allemagne        |
| Harange      | Lorraine         |
| Haraucourt   | Lorraine         |
| Harnoncelle  | Evêché de Verdun |
| Haroué       | Lorraine         |
| Haussonville | Lorraine         |
| Haute-Roche  | Auvergne         |
| Helmstat     | Palatinat        |
| Herbéviler   | Lorraine         |
| Herberstein  | Alsace           |
| Heu          | Metz             |
| Hoûecourt    | Lorraine         |
| Housse       | Limbourg         |
| Hunoldstein  | Allemagne        |

## J
| Nom            | Origine        |
| -------------- | -------------- |
| Jainville      | Champagne      |
| Jalacourt      | Évêché de Metz |
| Jandelaincourt | Lorraine       |
| Janny          | Lorraine       |
| Jussey         | Franche-Comté  |

## L
| Nom               | Origine          |
| ----------------- | ---------------- |
| La Grandfaux      | Champagne        |
| La Jaille         | Anjou            |
| La Marche         | Lorraine         |
| La Marck          | Westphalie       |
| La Motte          | Lorraine         |
| Landre            | Lorraine         |
| Landrexécourt     | Evêché de Verdun |
| La Pierre         | Flandre          |
| La Rappe          | Barrois          |
| La Roche          | Ardenne          |
| La Tour en Voivre | Evêché de Verdun |
| La Tour-Landry    | France           |
| Lavaulx           | Luxembourg       |
| Launoy            | Franche-Comté    |
| Lencourt          | Lorraine         |
| Lenoncourt        | Lorraine         |
| Létricourt        | Lorraine         |
| Lœwestein         | Palatinat        |
| Liebestein        | Allemagne        |
| Ligniville        | Lorraine         |
| Ligny             | Champagne        |
| Linange           | Allemagne        |
| Lisseras          | Guyenne          |
| Livron            | Dauphiné         |
| Longeville        | Evêché de Metz   |
| Louppy            | Barrois          |
| Loyon             | Champagne        |
| Lucy              | Lorraine         |
| Ludres            | Bourgogne        |
| Lunéville         | Lorraine         |
| Lutzelbourg       | Luxembourg       |
| Luxembourg        | Luxembourg       |
| Lyocourt          | Evêché de Metz   |

## M
| Nom                   | Origine          |
| --------------------- | ---------------- |
| Madruche              | Italie           |
| Mais                  | Metz             |
| Mailly                | Evêché de Metz   |
| Mazurot               | Lorraine         |
| Malain                | Franche-Comté    |
| Malberg               | Palatinat        |
| Mandre                | Lorraine         |
| Manonville            | Barrois          |
| Marchéville           | Evêché de Verdun |
| Marcossey             | Savoie           |
| Marley                | Flandre          |
| Marteau               | Champagne        |
| Masaroy               | Champagne        |
| Mauléon de la Bastide | Biscaye          |
| Maugiron              | Dauphiné         |
| Mény Latour           | France           |
| Mercy                 | Luxembourg       |
| Mitry                 | Metz             |
| Mont-Clef             | Champagne        |
| Montarby              | Champagne        |
| Montbelliard          | Virtemberg       |
| Montreux              | Franche-Comté    |
| Montrichier           | Franche-Comté    |
| Montson               | Champagne        |
| More                  | Allemagne        |

## N
| Nom           | Origine       |
| ------------- | ------------- |
| Nancy         | Lorraine      |
| Nettancourt   | Champagne     |
| Neuf-Château  | Lorraine      |
| Neuf-Châtel   | Franche-Comté |
| Noirefontaine | Franche-Comté |
| Norroy        | Lorraine      |

## O
| Nom       | Origine          |
| --------- | ---------------- |
| Oriocourt | Lorraine         |
| Orne      | Evêché de Verdun |
| Ourches   | Lorraine         |
| Oxey      | Lorraine         |
| Oyselet   | Franche-Comté    |

## P
| Nom          | Origine          |
| ------------ | ---------------- |
| Paffen-Hoffe | Alsace           |
| Palan        | France           |
| Parroy       | Lorraine         |
| Perelle      | Evêché de Verdun |
| Pierrefort   | Barrois          |
| Pouilli      | Champagne        |
| Pulligny     | Lorraine         |

## R
| Nom         | Origine          |
| ----------- | ---------------- |
| Raigecourt  | Metz             |
| Rampont     | Barrois          |
| Raucourt    | Evêché de Metz   |
| Raville     | Evêché de Metz   |
| Richarminy  | Lorraine         |
| Rinack      | Alsace           |
| Ripelskrick | Allemagne        |
| Riviere     | Bourgogne        |
| Roche       | Ardenne          |
| Romalcourt  | Evêché de Verdun |
| Rosieres    | Lorraine         |
| Roussel     | Lorraine         |
| Ruppe       | Barrois          |

## S
| Nom             | Origine              |
| --------------- | -------------------- |
| Sailly          | Evêché de Metz       |
| Salm            | Ardenne              |
| Salvan          | Lorraine             |
| Sampigny        | Barrois              |
| Sancy           | Lorraine             |
| Sarley          | Barrois              |
| Sarnay          | Bourgogne            |
| Savigny         | Lorraine             |
| Saulx           | Barrois              |
| Serocourt       | Lorraine             |
| Serrieres       | Lorraine             |
| Sierberg        | Archevêché de Trèves |
| Sorbey          | Evêché de Verdun     |
| Soüilly         | Evêché de Verdun     |
| Sourgs          | Barrois              |
| Sauxey          | Barrois              |
| Stainville      | Barrois              |
| Saint-Amant     | Flandre              |
| Saint-Astier    | France               |
| Saint-Ballemont | Lorraine             |
| Saint-Belin     | Champane             |
| Saint-Blaise    | Champagne            |
| Saint-Evre      | Lorraine             |
| Sainte-Housse   | Barrois              |
| Saint-Ignon     | Evêché de Verdun     |
| Saint-Loup      | Champagne            |
| Saint-Mange     | Lorraine             |
| Saint-Maury     | France               |
| Saint-Seigne    | Bourgogne            |

## T
| Nom         | Origine       |
| ----------- | ------------- |
| Tantonville | Lorraine      |
| Tavagny     | Lorraine      |
| Tellot      | Franche-Comté |
| Thuillieres | Lorraine      |
| Tillon      | Anjou         |
| Tornielle   | Milanez       |
| Torsviller  | Alsace        |
| Tonnoy      | Lorraine      |
| Trestondan  | Franche-Comté |
| Turquestein | Alsace        |

## U
| Nom    | Origine  |
| ------ | -------- |
| Ubexey | Lorraine |

## V
| Nom         | Origine              |
| ----------- | -------------------- |
| Valhey      | Lorraine             |
| Varnebert   | Archevêché de Trèves |
| Vaudoncourt | Lorraine             |
| Vendieres   | Barrois              |
| Vicrange    | Archevêché de Trèves |
| Vienne      | Ardenne              |
| Ville       | Lorraine             |
| Viltz       | Luxembourg           |
| Viviers     | Champagne            |

## W
| Nom         | Origine          |
| ----------- | ---------------- |
| Wasbergs    | Trèves           |
| Watronville | Evêché de Verdun |
| Wisse       | Lorraine         |

## X
| Nom       | Origine |
| --------- | ------- |
| Xaintonge | Anjou   |

## Z
| Nom    | Origine   |
| ------ | --------- |
| Zetern | Allemagne |

## Source
- Bermann, Dissertation historique sur l'ancienne chevalerie et la noblesse de Lorraine, Nancy, Haener, 1763 (BNF 30089627)